# 萧瀚 (1969年)

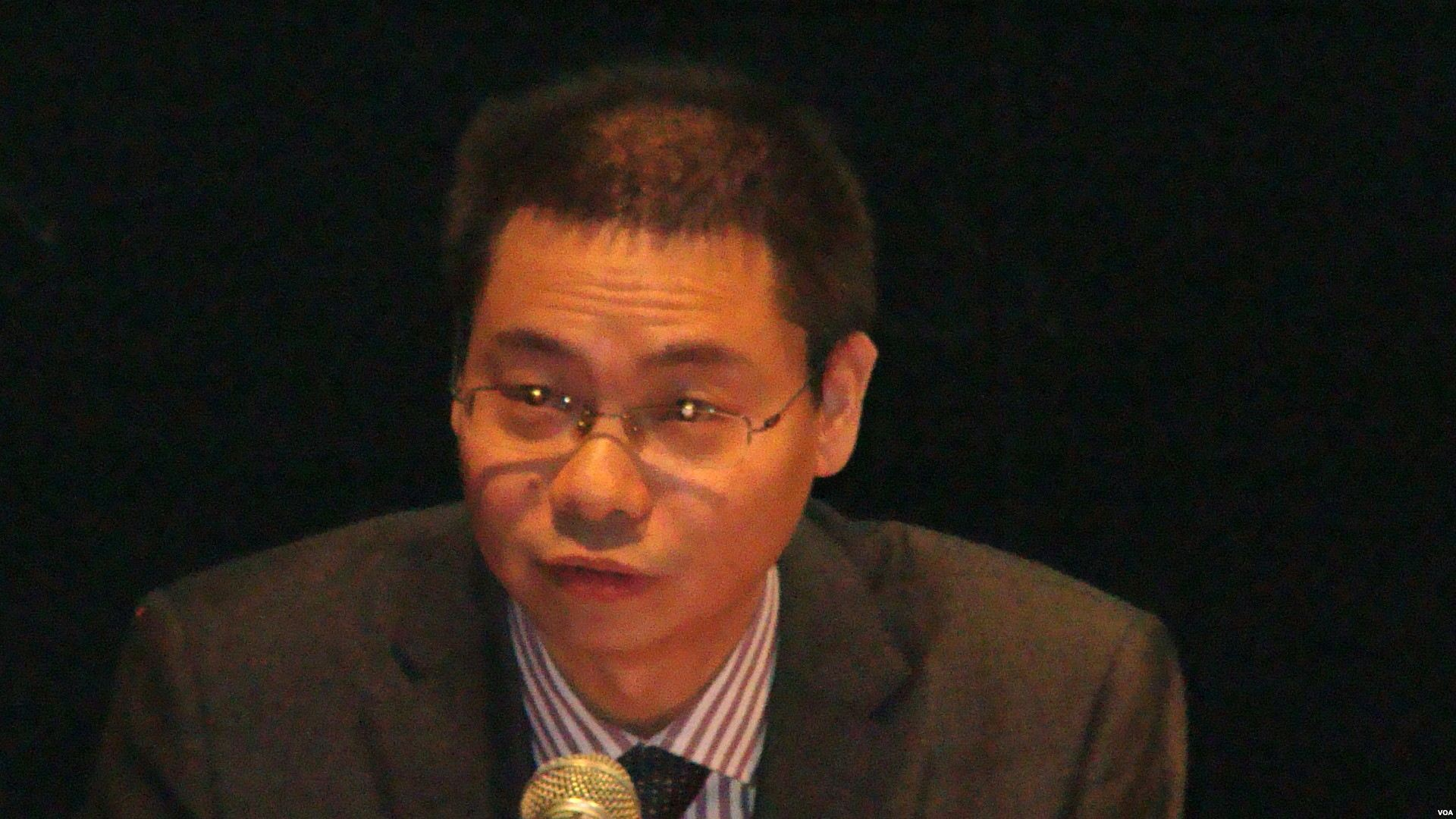
萧瀚

萧瀚（1969年—），本名叶菁，号雲邊居士，浙江天台人，中国政法大学法学院副教授。中国大陆《财经》杂志专栏作家.
1992年，从华东政法学院本科毕业。1995年后，在北京大学旁听贺卫方、钱理群、朱苏力等的课。1998年考入北京大学法学院，师从钱明星教授攻读民商法硕士。硕士毕业后，萧瀚任职于茅于轼所创办的天则经济研究所，并担任胡舒立主编的《财经》杂志法律顾问。
那时天则刚创办“中评网”，萧瀚的名字随着大量的时评开始为人所熟知，这些时评出现在历次公共事件中：孙志刚事件，刘涌案、黄静案、佘祥林案，在SARS事件期间，几乎每天一篇时评，引人关注。
2008年1月，因杨帆门事件中批评杨帆的师道观念而提出辞职，引发讨论。后在中国政法大学挽留下留校。
2009年12月末，萧瀚发现中国政法大学下学期的本科生，研究生的选课表上没有自己的名字，萧瀚认为可能的原因是自己介入公共事务太深。
2010年3月21日，萧瀚在博客里发公开信给法学院院长薛刚凌谈“莫名停课”的事。3月23日，中国政法大学法学院会议正式宣布萧瀚停课的主要原因是“没有教师资格证”。萧瀚回应“不接受这种事后说法”。